# Hasemania maxillaris
Hasemania maxillaris é uma espécie de tetra endêmica do Brasil restrita á bacia do Rio Iguaçu.

## Estado de Conservação
Essa espécie figura na Lista PEX do Brasil, como uma das espécies possivelmente extintas.